# Uhliska
Uhliska este o arie protejată (arie specială de conservare — SAC, sit de importanță comunitară — SCI) din Republica Cehă întinsă pe o suprafață de 50,67 ha, integral pe uscat.

## Localizare
Centrul sitului Uhliska este situat la coordonatele 49°09′15″N 17°40′46″E / 49.154167°N 17.679444°E.

## Înființare
Situl Uhliska a fost declarat sit de importanță comunitară în aprilie 2005 pentru a proteja 2 specii de animale. Situl a fost protejat și ca arie specială de conservare în iunie 2016.

## Biodiversitate
Situată în ecoregiunea continentală, aria protejată nu include niciun habitat protejat.
La baza desemnării sitului se află mai multe specii protejate de  nevertebrate (2): Phengaris nausithous, Phengaris teleius.